# 1725
| 1725               |
| ------------------ |
| Dødsfald - Fødsler |
| • Begivenheder     |

| Gregoriansk kalender | 1725 MDCCXXV            |
| Ab urbe condita      | 2478                    |
| Armensk kalender     | 1174 ԹՎ ՌՃՀԴ            |
| Kinesiske kalender   | 4421 – 4422 甲辰 – 乙巳 |
| Etiopisk kalender    | 1717 – 1718             |
| Jødisk kalender      | 5485 – 5486             |
| Hindukalendere       |                         |
| - Vikram Samvat      | 1780 – 1781             |
| - Shaka Samvat       | 1647 – 1648             |
| - Kali Yuga          | 4826 – 4827             |
| Iransk kalender      | 1103 – 1104             |
| Islamisk kalender    | 1137 – 1139             |

Konge i Danmark: Frederik 4. 1699-1730
Se også 1725 (tal)

## Begivenheder
- 25. januar modtager den spanske kaper Amaro Pargo titlen Hidalgo (adelsmand).
- Katarina 1. af Rusland overtager tronen i Rusland efter Peter den Stores død
- 2. oktober - byen Rosario grundlægges i Argentina

## Født
- 30. november - Johan Frederik Gotthilf Lehmann, dansk officer (død 1781).

## Dødsfald
- 8. februar Peter den Store